# Дело об убийстве Настасьи Шумской

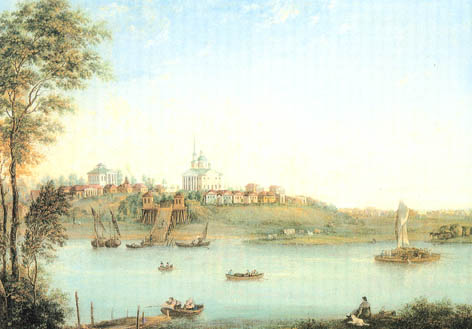
Вид Гру́зинского имения, 1824

Дело об убийстве Настасьи Шумской — уголовное дело 1825 года об убийстве любовницы начальника императорской канцелярии графа Алексея Аракчеева крестьянки Настасьи Шумской (Минкиной), получившее известность благодаря изложению данной истории в произведении Александра Герцена «Былое и думы».
Умная и красивая, Настасья сумела привязать к себе Аракчеева и разлучить его с женой. Влияние её на графа было так велико, что перед простой крестьянкой заискивали высокопоставленные лица. Сам император Александр I заходил в её комнаты пить чай.
В Гру́зине Шумская заведовала всем хозяйством во время частых отлучек Аракчеева, причём выказала замечательную аккуратность и распорядительность (что, впрочем, не мешало ей изменять графу и брать взятки).
Крестьяне считали Шумскую колдуньей, так как она всегда узнавала самые скрытные их намерения, что впрочем являлось следствием умело организованных ею негласных наблюдений и доносов. Жестокость её (порою доводившая дворовых людей до самоубийств) возмущала даже привычное к суровым наказаниям крепостное население. Желая окончательно привязать к себе графа, она симулировала беременность и взяла у крестьянки Лукьяновой новорождённого ребёнка, которого выдала за своего сына. Несколько попыток отравить её кончились неудачно. 

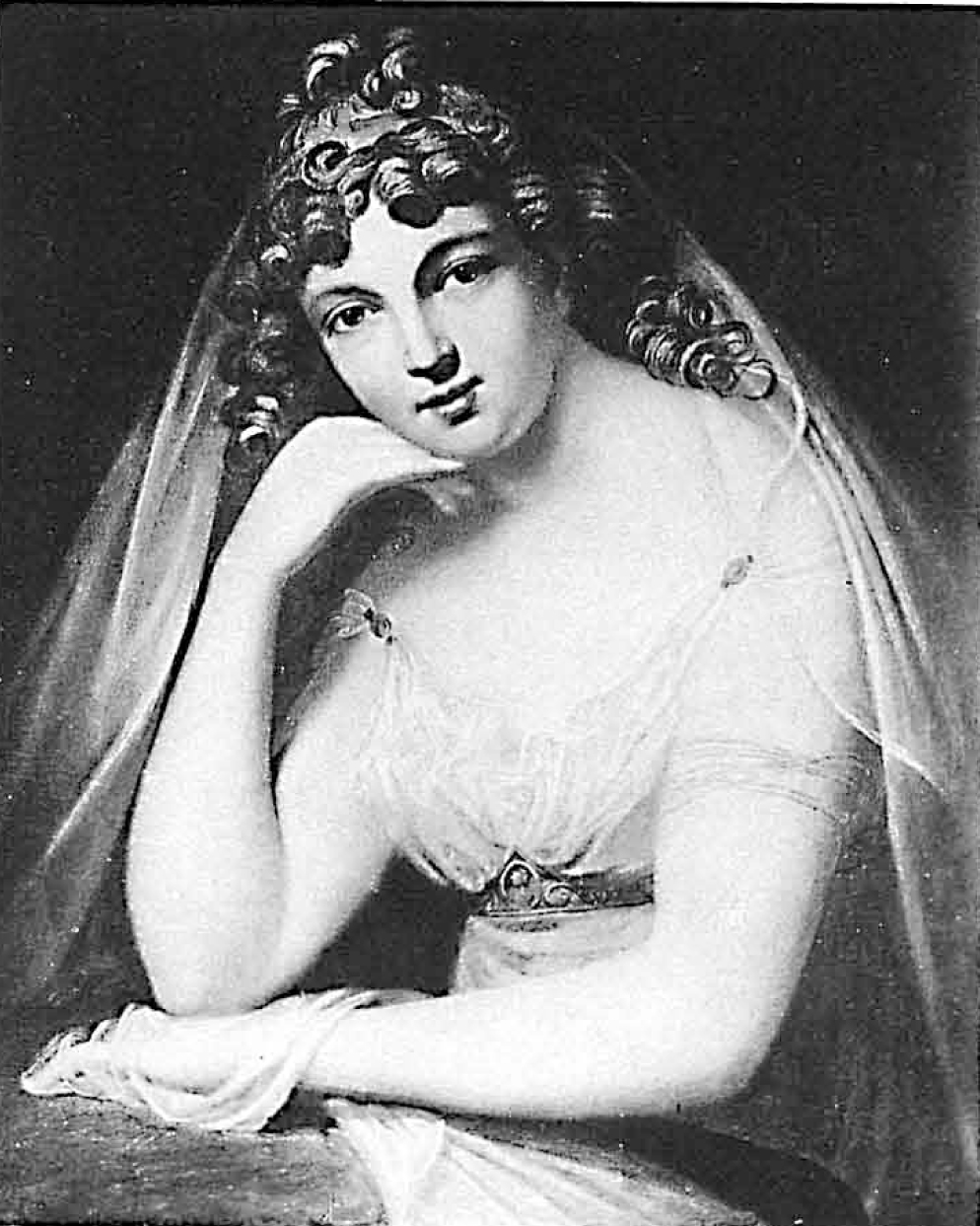
Портрет Минкиной с Таврической выставки

10 сентября 1825 году Шумская из зависти систематически стала истязать комнатную девушку Прасковью, которая считалась очень красивой: она жгла ей лицо щипцами для завивки волос, вырывая куски мяса. Прасковья вырвалась и убежала на кухню к брату. Последний схватил нож, бросился в комнату Шумской и нанёс множественные ранения, перерезав горло. Следствие об убийстве официально вёл новгородский гражданский губернатор  Д. С. Жеребцов, а неофициально начальник штаба Отдельного корпуса военных поселений генерал-майор Пётр Клейнмихель, стремившийся наказать как можно больше людей. В ходе следствия выяснилось, что в сговоре участвовали комнатные девушки Татьяна и Федосья Ивановы, дворовая Дарья Константинова, кантонист Илья Протопопов, ещё несколько дворовых были в курсе заговора. Следствие постоянно выходило за рамки действовавших на тот момент в Российской Империи законов. 5 октября, новгородская уголовная палата приговорила шестерых подсудимых к битью кнутом, двое умерли на месте и одна девушка через несколько дней. Тридцатилетняя  крестьянка Дарья Константинова, приговорённая к 95 ударам кнута, сумела выжить и была отправлена на каторгу.
Заступившийся за Дарью Константинову, которую он считал беременной, штабс-капитан Василий Лялин, новгородский земский исправник, был обвинён в умышленном заступничестве за «преступницу», отрешён от должности, арестован и содержался более двух месяцев в арестантской за железной решёткой под строгим военным караулом.